# Derbi de Casablanca

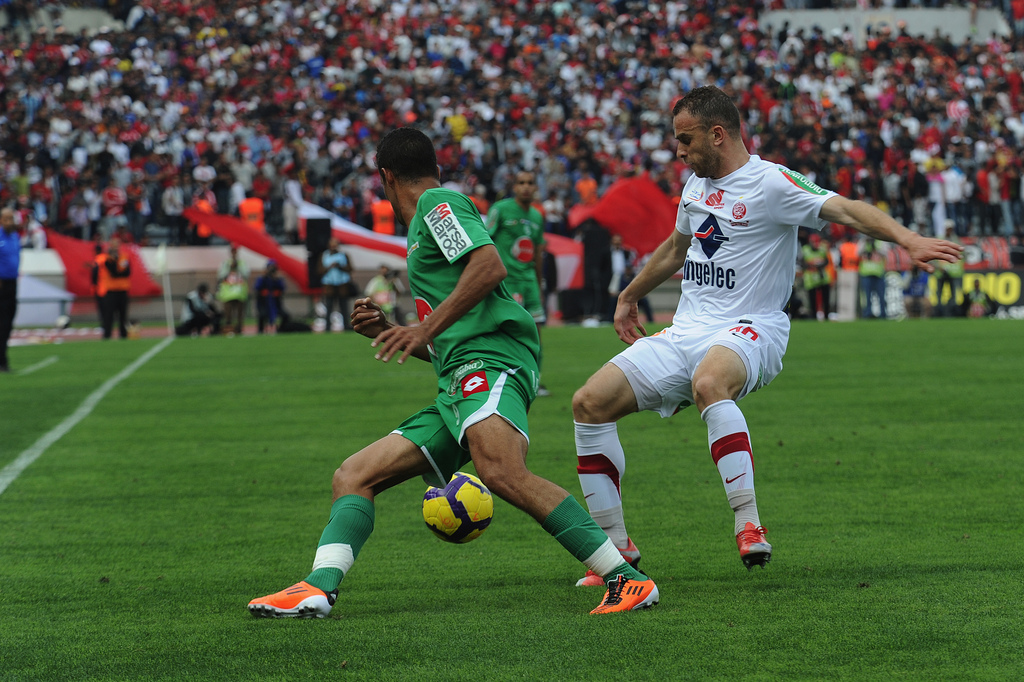
Wydad Casablanca (blanco) frente al Raja de Casablanca (verde) en 2011.

El derbi de Casablanca (en árabe: ديربي الدار البيضاء, en francés: Derby de Casablanca) es el nombre que recibe la rivalidad futbolística más importante de Marruecos entre el Raja y el Wydad de Casablanca, los equipos más laureados del fútbol marroquí.
Esta rivalidad, al igual que muchas otras a lo largo del mundo, refleja las diferencias políticas y sociales de los aficionados; Raja es el equipo más asociado a los movimientos de izquierda o populistas, se le asocia también con las clases más desfavorecidas de la sociedad marroquí; Wydad históricamente ha tenido una relación más fuerte con las clases medias, además de un fuerte vínculo con la monarquía que gobierna Marruecos. 
Los partidos entre los dos equipos se celebran tradicionalmente en el estadio Mohammed V de Casablanca y suele reunir a cerca de 80.000 aficionados que elaboran tifos, canciones y carteles para el derbi. El encuentro disfruta de una gran cobertura nacional e internacional con los medios de comunicación y los canales marroquíes que transmiten los derbis gozan de récords de audiencia. Como en el resto de rivalidades de fútbol, el derbi es cuestión de debate durante varios días antes y después del partido entre los seguidores de ambos clubes.
Desde el inicio de la puesta en marcha del campeonato marroquí, el Raja y el Wydad siempre han permanecido en Primera división y se han enfrentado históricamente por proclamarse campeones de liga. En la primera temporada de la liga de fútbol en Marruecos el Raja venció 1-0 al Wydad. Las estadísticas, al 2 de junio de 2024, suman 154 partidos jugados de liga, copa del Trono y Liga de Campeones Árabe, con 45 victorias de Raja, 40 de Wydad y 69 empates. El Raja ha anotado 143 goles y Wydad 134.

## Estadísticas
| Competición             | Total | Victorias Raja | Empates | Victorias Wydad | Goles Raja | Goles Wydad |
| ----------------------- | ----- | -------------- | ------- | --------------- | ---------- | ----------- |
| Championnat du Maroc    | 138   | 39             | 66      | 33              | 121        | 107         |
| Coupe du Trône          | 16    | 7              | 3       | 6               | 20         | 17          |
| Liga de Campeones Árabe | 2     | 0              | 2       | 0               | 5          | 5           |
| Total                   | 156   | 46             | 71      | 39              | 146        | 129         |